# Església de Santa Maria de Rubió
L'Església de Santa Maria de Rubió està situada al poble de Rubió a l'alta Anoia, al peu del castell de Rubió. L'església ha exercit les funcions parroquials des dels seus orígens en el segle xi fins a l'actualitat.
L'edifici actual va ser construït entre 1275 i 1300, substituint una església anterior que s'esmenta en documents medievals des del 1082. La construcció fou a petició dels senyors de Castelloló, potser enterrats a la zona del presbiteri.
L'església estava integrada amb les estructures del castell i formava part de les seves construccions defensives. La coberta superior culmina en un ampli terrat envoltat d'un mur fortificat, des del que s'accedeix a una torre-campanar situada a l'angle sud-oest.
L'Església de Santa Maria de Rubió és un temple d'estil gòtic. La planta rectangular té una única nau coberta amb doble volta de creueria, i presenta als vèrtexs dues claus de volta esculpides amb l'Anyell Pasqual i un petit Pantocràtor. Els arcs arrenquen de mènsules esculpides: Sant Joaquim i Santa Anna al presbiteri, escuts heràldics dels Castellolí a l'arc total central i l'àliga de Sant Joan amb un escut, a la zona del cor. La nau central té a banda i banda sengles capelles laterals de volta ogival i coberta de creueria.

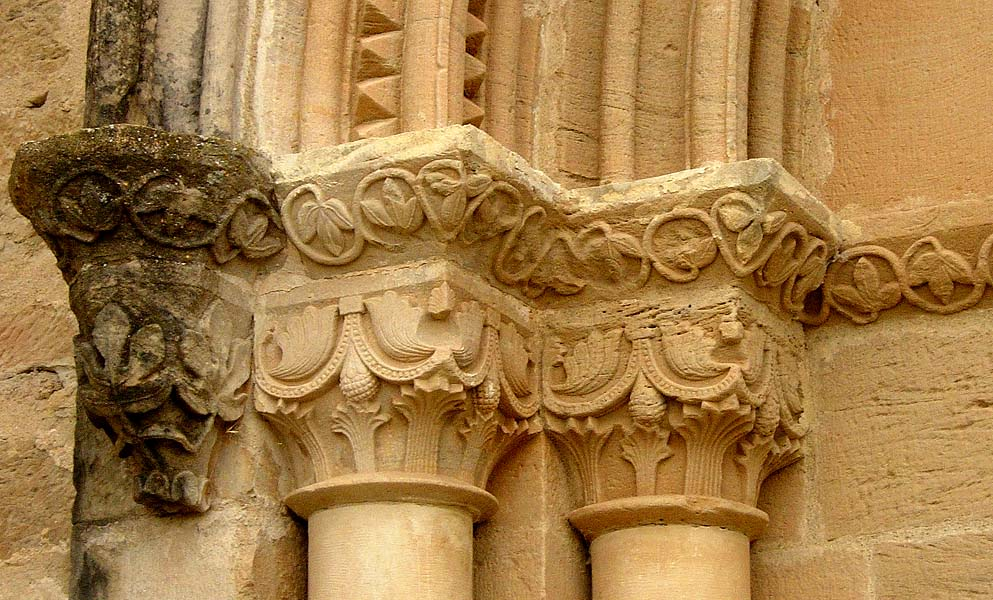
Capitells de la portalada.

Situades a l'angle nord-est hi ha la sagristia i una capella, també d'estil gòtic. La resta de capelles van ser obertes entre els contraforts en els segles xvi i xvii, coincidint amb la construcció del tercer pis, el campanar i el cor. Al llarg dels segles xvi i xviii, i al segle xx, l'església sofrí diverses restauracions. L'última va ser duta a terme entre 1985 i 1989 sota la direcció de J. Asarta.

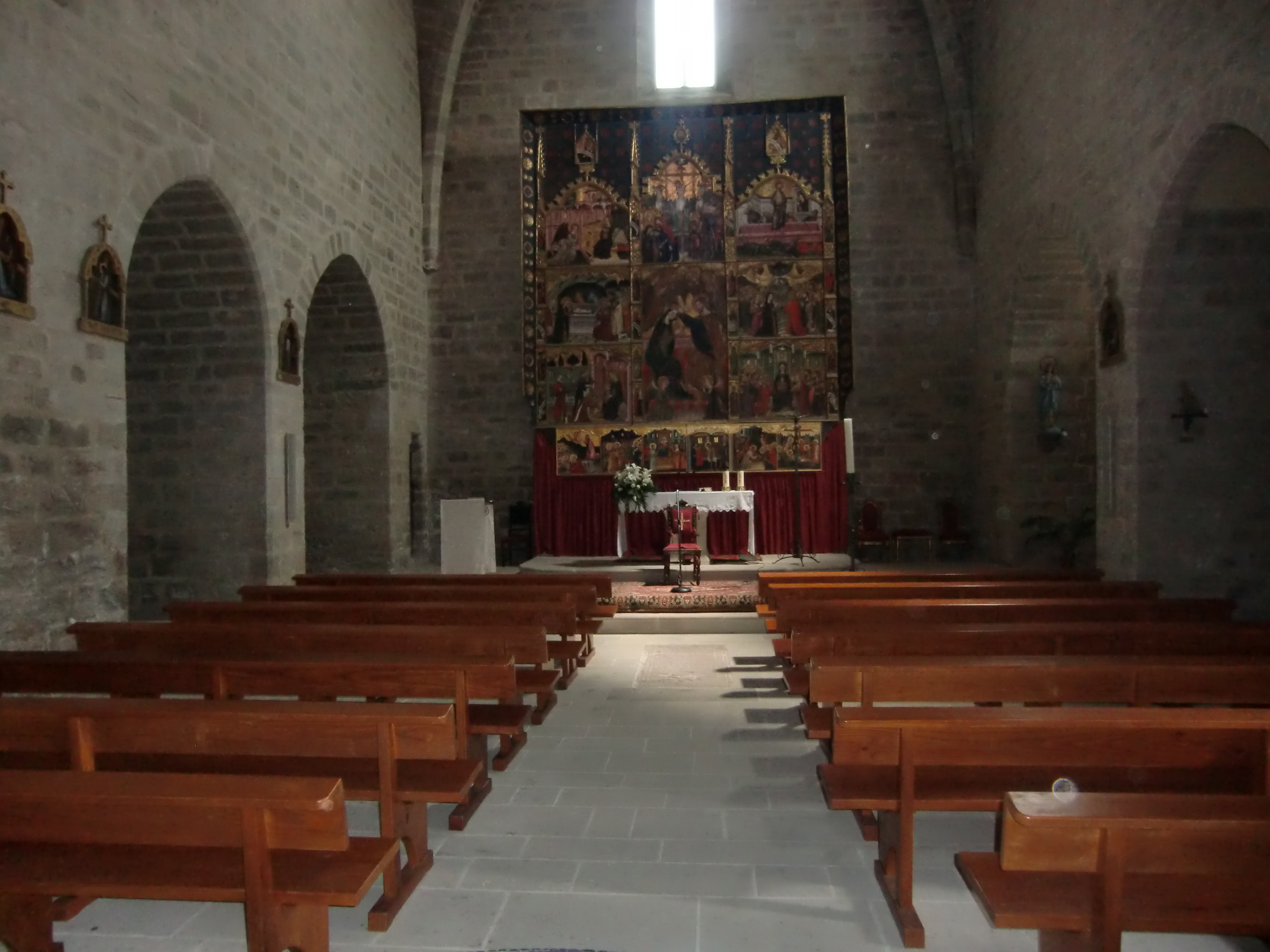
Interior de l'església de Santa Maria de Rubió.

En el mur nord de l'església hi ha la portalada principal de tradició romànica. Construïda a finals del segle xiii], es compon d'arquivoltes de mig punt que arrenquen de columnes aparellades amb capitells esculpits amb motius vegetals i zoomòrfics. Pels seus trets estilístics, l'obra es vincula a l'escola de Lleida. Aquesta portalada fou restaurada l'any 1989.

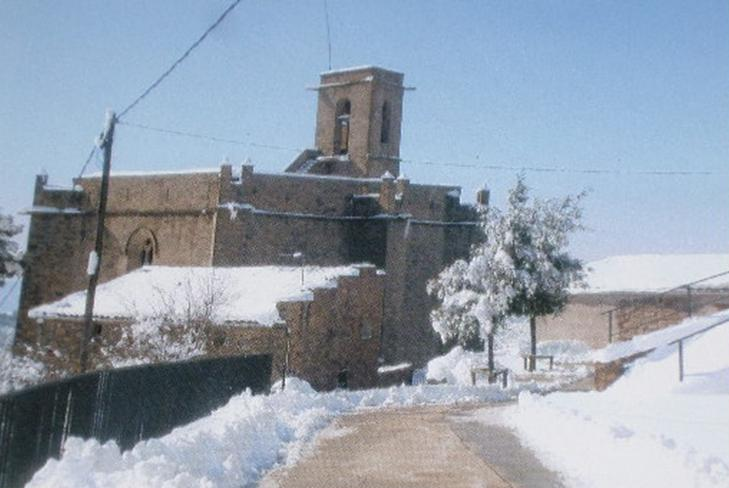
L'església després d'una nevada

En el mur sud es conserva un reduït portal secundari, amb forma d'arc de mig punt, adovellat i motllurat
L'any 1985-86 es feren unes excavacions que van posar al descobert sota el paviment de la nau de l'església dos camps de sitges, utilitzades per emmagatzemar cereals, i que ja devien ser emprades amb anterioritat a l'edificació del temple. El més antic dels dos, del segle x, apareixia cobert amb una capa de cendres, pel que es creu que fou abandonat a causa d'una destrucció bèl·lica. Seguidament s'hi obriren unes sitges que estigueren en ús fins a la construcció del temple romànic.
L'església de Santa Maria de Rubió és tot un referent del municipi. Fins i tot, l'escut municipal de Rubió actual té com a element central un castell de guies (vermell heràldic) sobremuntat amb un muntat d'argent, acompanyat d'una flor de lis també d'argent, atribut de la Verge Maria, patrona de la localitat.

## Retaule de Santa Maria de Rubió
El retaule de Rubió presideix l'altar de l'església de Santa Maria. És de característiques italogòtiques i constitueix una de les peces pictòriques més importants del gòtic català. El seu estil segueix el model trescentista.
A la part inferior del retaule sembla que es pugui llegir LXVII, que podria significar l'any en què fou pintat, 1367. Tot i això, els estudiosos de l'obra atribueixen l'obra a l'anomenat ‘mestre de Rubió', deixeble de Ramon Destorrents i, per tant, situen la seva factura més enllà de l'any 1380, sota la propietat dels Boixadors.

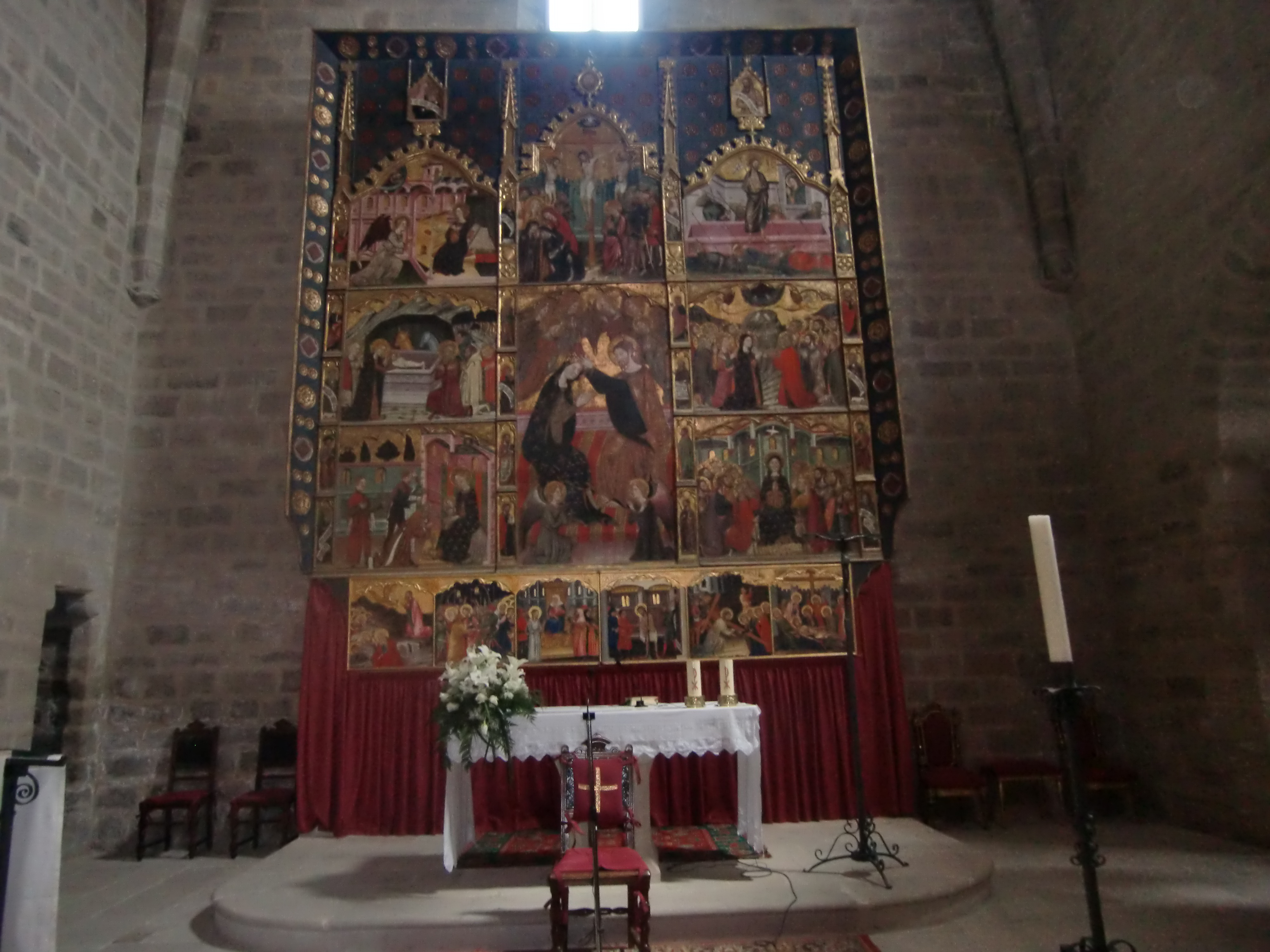
Retaule de Santa Maria de Rubió.

L'obra està pintada al tremp sobre fusta. Consta de tres cossos verticals subdividits en tres pisos als laterals i dos al cos central. Entre el cos central i els laterals i entre aquests i el guardapols hi ha quatre muntants, rematats per pinacles. El banc original, de l'inferior del retaule es conserva al Museu Episcopal de Vic.
El retaule està dedicat als goigs de la Mare de Déu i conté set escenes de goig i set escenes de dolor. Les escenes de goig seguint el recorregut de dalt a baix del retaule són les següents: l'Anunciació coronada pel profeta Isaïes, la Nativitat i l'Epifania, la Resurrecció coronada pel profeta David, l'Ascensió i la Pentecosta i per acabar a la part inferior i del cos central hi ha la Coronació de la Mare de Déu. Les escenes de dolor són les següents: l'Oració a l'hort de Getsemaní, la Traïció de Judes, l'Acusació de Jesús pels jueus, la Flagel·lació, el Via Crucis i la Pietat o davallament de la creu, i la Crucifixió.
En els muntants, seguint el recorregut d'esquerra a dreta i de dalt a baix hi apareixen els Apòstols i els Profetes, que són els següents: Pere, profeta David, profeta Isaïes, Pau, Joan, Andreu, Mateu, Judes Tadeu o Judes Iscariot, profeta Isaïes, profeta Salomó, profeta David, Jaume fill de Zebeu, Bartomeu, Lluc, Jaume fill d'Alfeu, profeta David, Marc, Judes Tadeu o Judes Iscariot, profeta Ezequiel. El guardapols presenta una decoració d'estil heràldic, a base de roses de talla daurada que representen l'escut dels Boixadors.
Al segle xvii, la part central del retaule on es representa la Coronació de la Mare de Déu, fou repintada de blau marí amb estrelles. Des d'aleshores i fins a la seva restauració, serví de fons a la talla barroca, tot aprofitant la reforma d'ampliació de l'església.
La predel·la està subdividida en sis escenes. Actualment l'original d'aquesta és conservada separadament del retaule pel Museu Episcopal de Vic. A l'església de Santa Maria de Rubió n'hi ha una còpia, que acompanya la resta del retaule original.